# 니나 블랙우드
니나 블랙우드(Nina Blackwood, 1955년 9월 12일 ~ )는 미국의 배우, 디스크 자키, 텔레비전 배우, 영화배우이다.
스프링필드에서 태어났다.

## 영화
- 랫보이 (1986년)
- 바이스 스퀘드 (1982년)